# Noisy-sur-Oise
Noisy-sur-Oise – miejscowość i gmina we Francji, w regionie Île-de-France, w departamencie Dolina Oise.
Według danych na rok 1990 gminę zamieszkiwało 560 osób, a gęstość zaludnienia wynosiła 148 osób/km² (wśród 1287 gmin regionu Île-de-France Noisy-sur-Oise plasuje się na 782. miejscu pod względem liczby ludności, natomiast pod względem powierzchni na miejscu 768.).